# اشتالهوفن
اشتالهوفن (به آلمانی: Stallhofen) یک منطقهٔ مسکونی در اتریش است که در ویتسبرگ واقع شده‌است. اشتالهوفن ۲۷٫۲۹ کیلومتر مربع مساحت دارد ۴۴۴ متر بالاتر از سطح دریا واقع شده‌است.